# Claude Nigon
Claude Roger Nigon  (ur. 28 grudnia 1928 w Bazylei, zm. 30 stycznia 1994 tamże) – francuski szpadzista, brązowy medalista olimpijski i trzykrotny medalista mistrzostw świata.
Na igrzyskach olimpijskich w Helsinkach w 1952 roku drużynowo i indywidualnie odpadł w ćwierćfinałach. Na rozgrywanych cztery lata później igrzyskach olimpijskich w Melbourne Francuzi w składzie: Armand Mouyal, Yves Dreyfus, Claude Nigon, Daniel Dagallier i René Queyroux zdobyli drużynowo brązowy medal. W zawodach indywidualnych tym razem nie startował.
Podczas mistrzostw świata w Monte Carlo w 1950 roku wspólnie z René Bougnolem, Jéhanem de Buhanem, Henrim Guérinem, Maurice’em Huetem i Michelem Pécheux zdobył drużynowo srebrny medal. W tej samej konkurencji zdobył następnie srebrny medal na mistrzostwach świata w Rzymie (1955) oraz brązowy na mistrzostwach świata w Luksemburgu (1954).